# Kristi Noem
Kristi Lynn Noem, nata Arnold (Watertown, 30 novembre 1971), è una politica statunitense, Segretaria della Sicurezza Interna degli Stati Uniti d'America nella seconda amministrazione Trump dal 25 gennaio 2025 ed in precedenza governatrice del Dakota del Sud dal 2019 al 2025, prima donna a ricoprire quella carica.
In qualità di governatrice, Noem ha posto l'accento sulla libertà sanitaria, salendo alla ribalta nazionale durante la pandemia di COVID-19 per il rifiuto di sancire l'obbligo di indossare mascherine protettive per il viso a livello statale, promuovendo invece l'adozione di misure su base volontaria. Il Dakota del Sud ha visto un drastico aumento dei casi di COVID-19 dopo lo Sturgis Motorcycle Rally del 2020, a cui lei stessa ha partecipato. Le sue opinioni politiche si allineano con il Partito repubblicano e i conservatori sulla maggior parte delle questioni, compreso il forte sostegno al diritto a possedere armi.

## Biografia
Nata in una famiglia di agricoltori, figlia di Ron e Corinne Arnold, è cresciuta con i fratelli nel ranch e nella fattoria di famiglia, nella contea rurale di Hamlin. Di origini norvegesi, suo padre è morto in un incidente agricolo. Diplomata alla Hamlin High School nel 1990, ha poi frequentato la Northern State University dal 1990 al 1994, ma ha lasciato presto il college per gestire la fattoria di famiglia dopo la morte del padre. In seguito, Noem ha seguiti corsi presso il campus di Watertown del Mount Marty College e presso la South Dakota State University, e lezioni online presso l'Università del South Dakota. Ha ottenuto la laurea in scienze politiche alla SDSU nel 2012 mentre lavorava al Congresso.

### Deputata al Congresso statunitense
Dal 2007 al 2010 è stata impegnata alla Camera dei rappresentanti del Dakota del Sud; in seguito ha deciso di candidarsi alla Camera dei rappresentanti nazionale, sfidando la democratica in carica Stephanie Herseth Sandlin. Lo scontro, preannunciatosi fin dal primo momento molto agguerrito, l'ha vista vittoriosa con il 48.1% delle preferenze contro il 45.9% dell'avversaria. 
Nel 2012 è stata rieletta per un secondo mandato, sconfiggendo il democratico Matthew Varilek (57-43%). Noem è stata rieletto per un terzo mandato anche nel 2014 sconfiggendo la democratica Corinna Robinson (67-33%). Nel 2016 viene rieletta per un quarto mandato sconfiggendo la democratica Paula Hawks (64-36%).

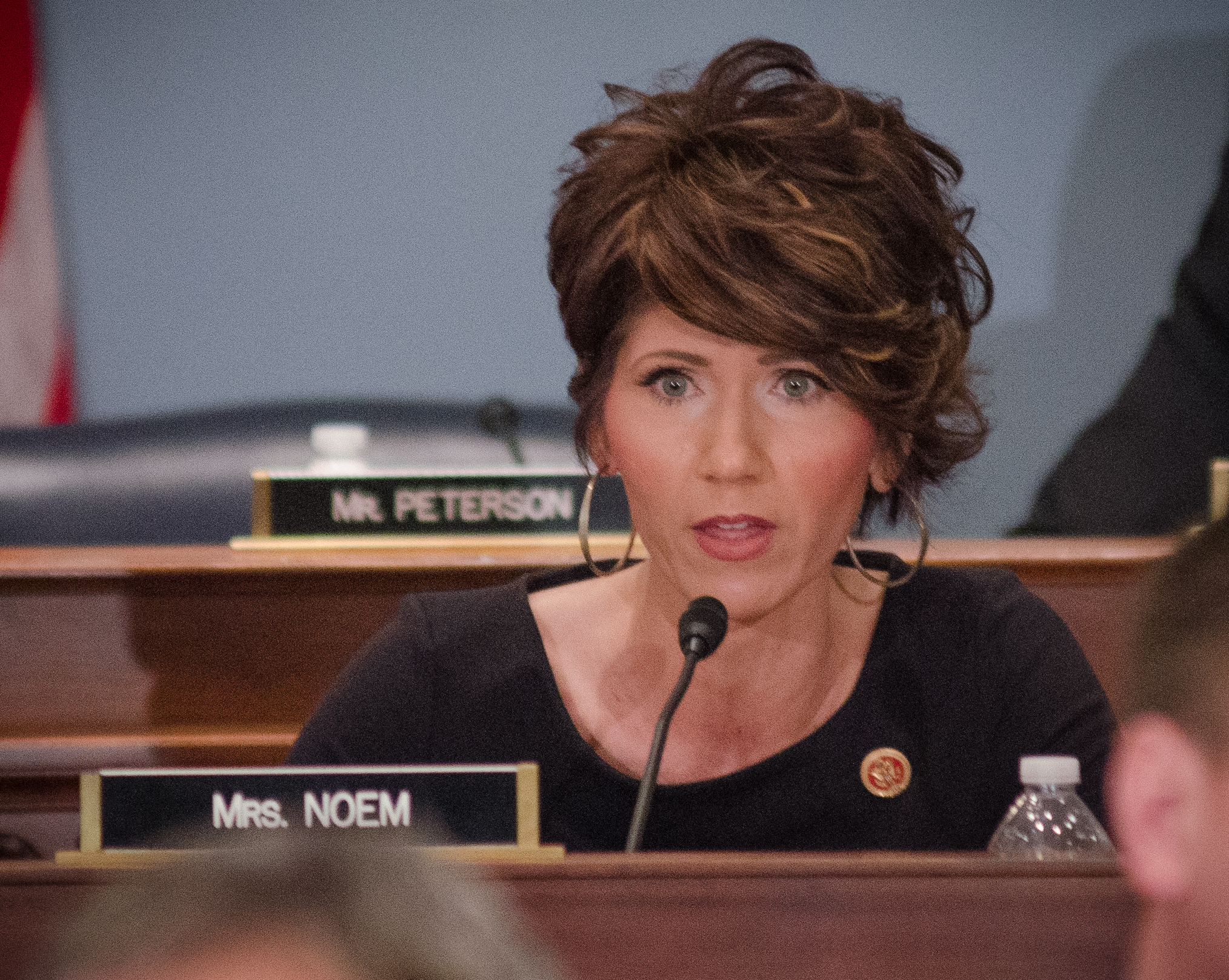
Noem nel 2013

Nel 2011 Noem è stata scelta dai suoi colleghi neoeletti come figura di collegamento con la leadership repubblicana della Camera, il che fa di lei la seconda donna a far parte della leadership della Camera del GOP. Secondo The Hill, il suo ruolo era quello di spingere la leadership a fare tagli significativi alla spesa del governo federale e ad aiutare il presidente John Boehner a gestire le aspettative dei neoeletti. Nel marzo 2011, il rappresentante repubblicano Pete Sessions del Texas ha nominato Noem tra i 12 direttori regionali del National Republican Congressional Committee durante la campagna elettorale del 2012. 
Dopo essere stata eletta al Congresso, Noem ha continuato la sua formazione attraverso corsi online. Il Washington Post l'ha soprannominata la "stagista più potente" di Capitol Hill per aver beneficiato dei crediti formativi da stagista universitaria proprio dalla sua posizione di membro del Congresso. Ha conseguito la laurea in scienze politiche presso la South Dakota State University nel 2012. 
L'8 marzo 2011 ha annunciato la formazione di un comitato di azione politica di leadership, KRISTI PAC, del quale era tesoriere l'ex vicegovernatore del South Dakota Steve Kirby. Noem è stata tra le prime nella raccolta fondi del PAC nel primo trimestre del 2011, con un totale di 169.000 dollari.

### Governatrice del Dakota del Sud (2019-2025)
Il 14 novembre 2016 ha annunciato che si sarebbe candidata a governatrice del Dakota del Sud nel 2018, piuttosto che cercare la rielezione al Congresso. Ha sconfitto il procuratore generale del South Dakota Marty Jackley alle primarie repubblicane del 5 giugno (56-44 percento) e il candidato democratico Billie Sutton alle elezioni generali (51,0-47,6 percento), entrando in carica il 5 gennaio 2019.
Politicamente la Noem fa parte del cosiddetto Tea Party: ha idee conservatrici, ed è, ad esempio, contraria all'aborto e ai diritti LGBT, mentre sostiene il diritto a possedere e utilizzare delle armi.
Il 12 novembre 2021 ha annunciato di essere in corsa per la rielezione a governatrice. Il 17 novembre 2021 il rappresentante statale Steven Haugaard si è candidato contro di lei. Il 1º febbraio 2022 il leader della minoranza democratica della Camera, Jamie Smith, ha annunciato che stava cercando la nomina democratica a governatore. L'8 novembre 2022 la Noem è stata rieletta governatrice del Dakota del Sud.
È stata considerata una delle possibili candidate per diventare vicepresidente di Donald Trump durante la campagna presidenziale del 2024.

### Segretaria della Sicurezza Interna degli Stati Uniti d'America (2025-)

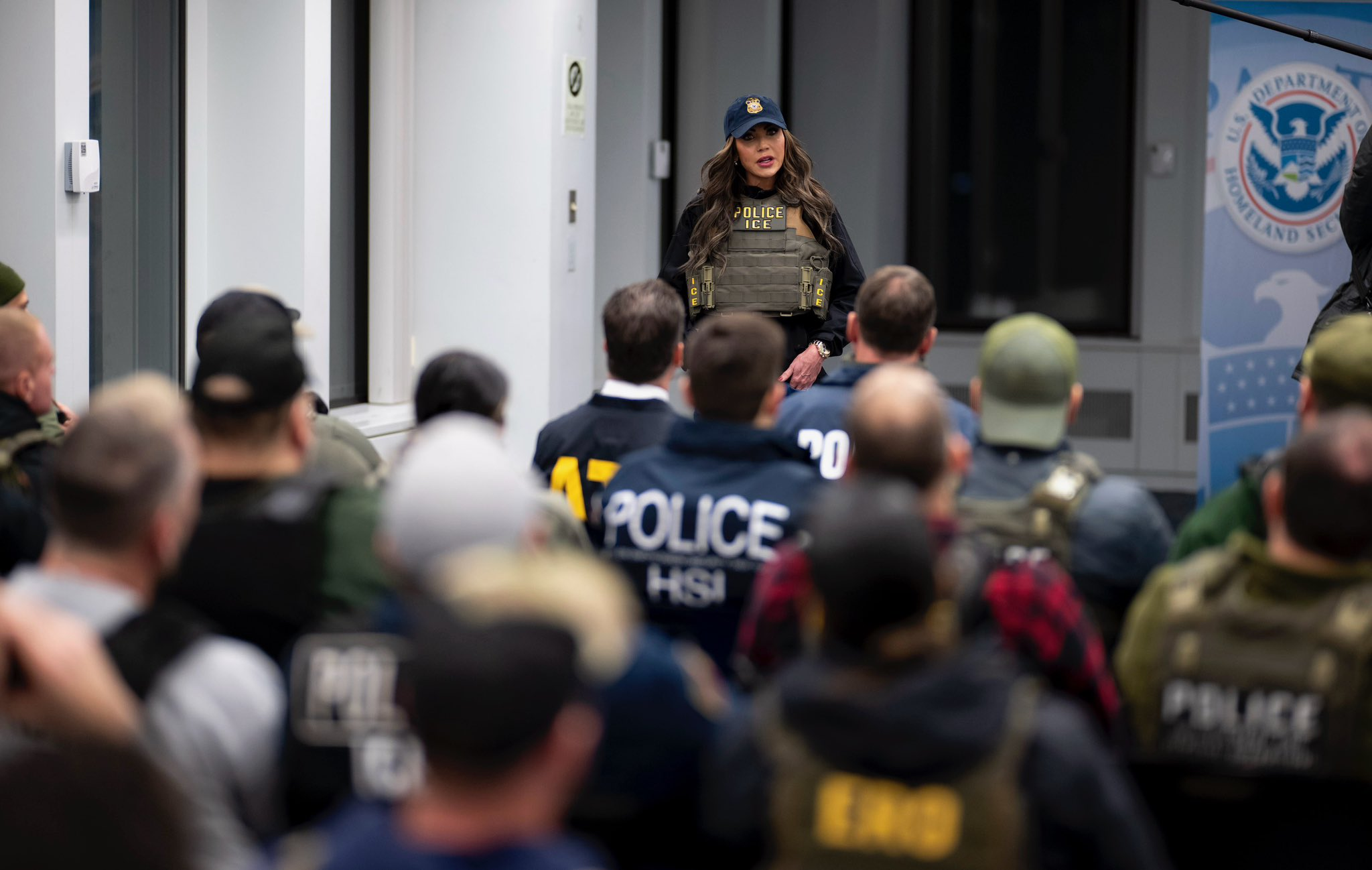
Noem parla con le forze dell'ordine durante un raid dell'ICE (U.S. Immigration and Customs Enforcement), New York 2025

Il 12 novembre 2024, il Presidente eletto degli Stati Uniti d'America Donald Trump sceglie Noem come nuova Segretaria della Sicurezza Interna degli Stati Uniti d'America nella sua seconda amministrazione. Noem ha assunto le funzioni di Segretaria della Sicurezza Interna nel gennaio 2025, dopo il giuramento del nuovo Presidente Donald Trump.
La mattina presto del 28 gennaio 2025, Noem ha partecipato a un raid contro gli immigrati illegali, condotto a New York da diverse forze dell'ordine federali, tra cui l'ICE (U.S. Immigration and Customs Enforcement). Il suo dipartimento ha pubblicato su X (l'ex Twitter) un video del raid in cui veniva mostrava quello che sembrava arresto, confermando in seguito che il sospettato era in custodia con l'accusa di rapimento, aggressione e furto con scasso con un mandato di cattura in sospeso in Colorado.

## Posizioni politiche

### Aborto
Noem è fortemente contraria all'aborto. È stata elogiata dal gruppo anti-aborto Susan B. Anthony List e ha detto che intende mantenere il suo record di voti anti-aborto al 100%.
Nel 2019, Noem ha firmato diversi disegni di legge che limitano l'accesso all'aborto, affermando che avrebbero "represso i fornitori di aborti nel Dakota del Sud" e che un "corpo forte e in crescita di ricerca medica fornisce prove che i bambini non ancora nati possono sentire, pensare e riconoscere i suoni nel grembo materno. Queste sono persone, devono essere date loro le stesse dignità di base di chiunque altro".
Dopo il ribaltamento della sentenza Roe contro Wade, il Dakota del Sud è diventato uno dei primi stati a promulgare leggi che vietano l'aborto. In un'intervista allo State of the Union della CNN, Noem ha difeso il divieto di aborto dello stato, che consente eccezioni solo nei casi in cui la vita della madre sia in pericolo. Alla domanda su una vittima di abusi minore di 10 anni che ha viaggiato dall'Ohio all'Indiana per abortire, Noem ha risposto che non sosterrebbe la modifica della legge per consentire eccezioni per le vittime di stupro, spiegando che non "crede che una situazione tragica debba essere perpetuata da un'altra tragedia".
Nel gennaio 2024 ha proclamato il 2024 "Anno della libertà per la vita", promuovendo leggi anti-aborto. Il 21 aprile 2024, Noem ha annunciato di aver revocato il suo sostegno al divieto federale di aborto, affermando di ritenere che la legge sull'aborto debba essere determinata a livello statale e di continuare a sostenere la legge del Dakota del Sud che vieta l'aborto se non per salvare la vita della paziente incinta, senza eccezioni per i casi di stupro o incesto.
Nel 2023, Noem ha dichiarato: "Spingerei ogni governatore a fare il possibile per sostenere il loro record pro-vita", poi ha sottolineato l'importanza di "agire" che "salveranno davvero vite umane". Nel 2024 ha detto: "In Dakota del Sud ci affidiamo al fatto che sono a favore della vita".

### Possesso di armi da fuoco

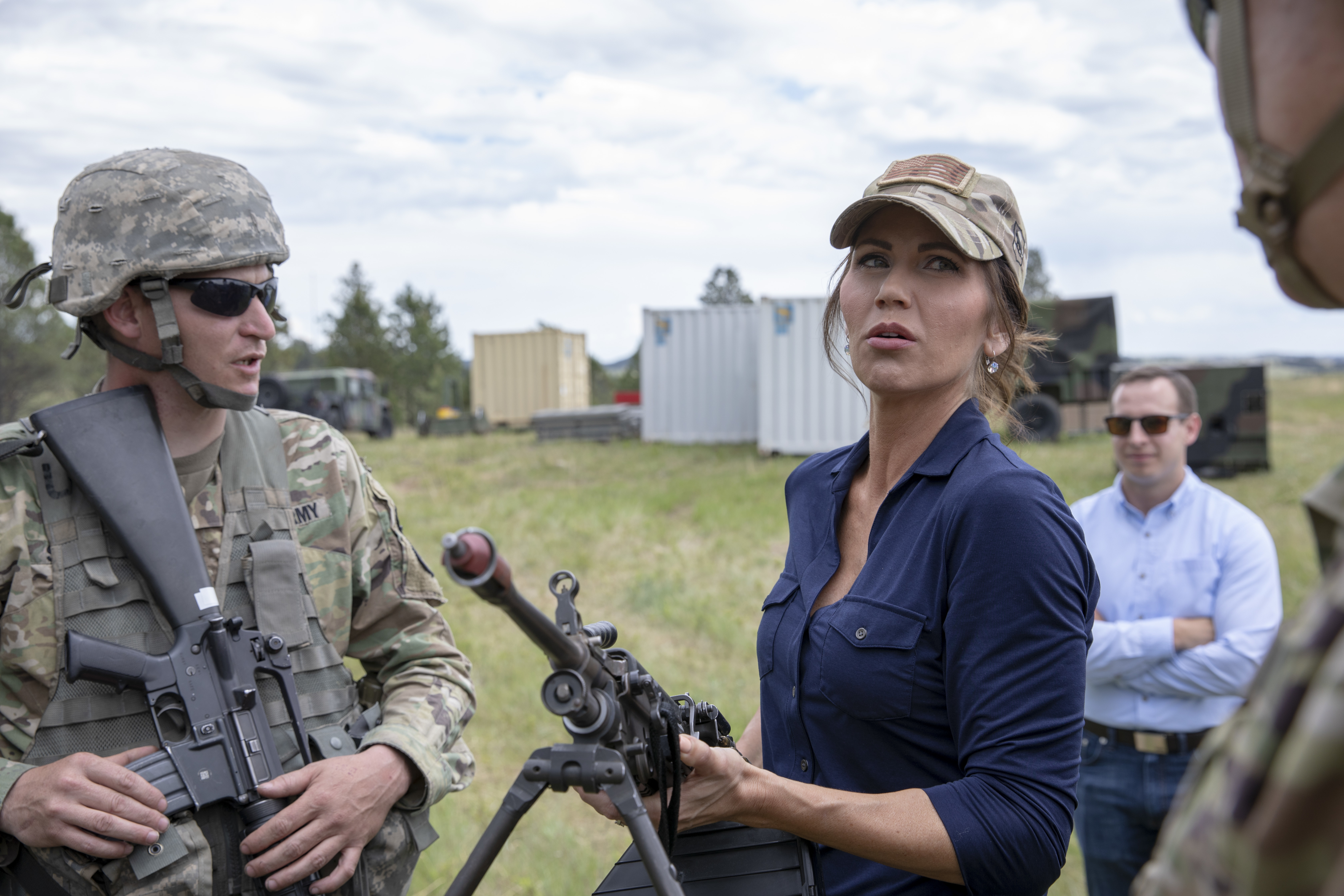
Kristi Noem in visita alle truppe statunitensi durante l'esercitazione Golden Coyote 2019 a Rapid City, S.D., giugno 2019

Nel 2019 Noem ha firmato un disegno di legge che abolisce l'obbligo di permesso per portare una pistola nascosta in Dakota del Sud. Nel 2022, ha cercato di costruire un poligono di tiro nella contea di Meade con fondi governativi, ma il legislatore lo ha respinto. 
In un forum dell'NRA del 2023 in Indiana, Noem ha detto che sua nipote di due anni aveva un fucile e un "piccolo pony di nome Sparkles".

### Diritti LGBTQ
Noem si oppone al matrimonio tra persone dello stesso sesso. Nel 2015 ha detto di non essere d'accordo con Obergefell contro Hodges, la sentenza della Corte Suprema secondo la quale i divieti di matrimonio tra persone dello stesso sesso sono incostituzionali.
L'8 marzo 2021, Noem ha annunciato su Twitter che avrebbe firmato la legge HB 1217, il disegno di legge sull'equità delle donne nello sport, che vieta agli atleti transgender di giocare in squadre sportive scolastiche e universitarie femminili. Alcuni critici del disegno di legge hanno detto di essere preoccupati che possa allontanare le imprese e costare denaro allo stato. Il 19 marzo, Noem emise un veto di stile e forma all'H.B. 1217 che modificò sostanzialmente il disegno di legge, non solo correggendo gli errori di grammatica e ortografia. Ha difeso la sua posizione su Tucker Carlson Tonight. Il 29 marzo, la Camera del Dakota del Sud respinse il veto di Noem, 67 a 2. Il disegno di legge è stato restituito a Noem per un riesame, e lei ha posto nuovamente il veto. La Camera non riuscì a superare il suo veto, con un voto di 45 a 24. Sono stati necessari 47 voti per prevalere. Molti commentatori conservatori hanno criticato Noem per aver posto il veto al disegno di legge.
Nel dicembre 2021, Noem e il suo ufficio hanno segnalato il loro sostegno a un disegno di legge chiamato "Una legge per proteggere l'equità negli sport femminili". Il disegno di legge richiederebbe ai giovani atleti di unirsi a squadre che si allineano con il loro sesso biologico alla nascita.
Nel 2021, Noem ha firmato un disegno di legge sul rifiuto religioso. La legislazione ha modificato la RFRA statale per consentire agli imprenditori di citare le credenze religiose come base per negare prodotti o servizi alle persone in base all'orientamento sessuale o all'identità di genere. La legislazione, SB 124, è stata criticata dai gruppi per i diritti civili che hanno affermato che consentirebbe la discriminazione contro le persone LGBTQ+, le donne e i membri delle fedi minoritarie. Questo disegno di legge è stato il primo grande atto di legge statale RFRA firmato in sei anni e assomiglia al disegno di legge del 2015 firmato dal governatore dell'Indiana Mike Pence.

## Controversie
Vivendo nelle zone rurali del Dakota del Sud, Noem è anche allevatrice. Ha spesso evidenziato il suo vissuto contadino come base della sua fede nell'autosufficienza e nel governo limitato. Nel 2022 ha pubblicato la sua prima autobiografia, Not My First Rodeo: Lessons from the Heartland. Il suo secondo, No Going Back (2024), ha suscitato polemiche sulla descrizione dell'uccisione di un giovane cane di famiglia.
Era l'aprile 2024 quando un estratto del suo libro No Going Back: The Truth on What's Wrong with Politics and How We Move America Forward fu pubblicato in anteprima (l'uscita era prevista a maggio 2024) da The Guardian. Kristi Noem racconta come ha sparato al suo cane, Cricket, dopo una battuta di caccia al fagiano. Dice che “odiava quel cane” e che aveva provato ad addestrarlo in diversi modi, senza successo. Descrive anche come lei, allo stesso modo, macellò una capra. Nel suo libro usa questi esempi per “illustrare il suo desiderio di fare cose “difficili, sporche e brutte sia in politica che nella vita”.
Le rivelazioni hanno suscitato una grande polemica sui social, che l'ha spinta a difendersi su Twitter, dichiarando: “Noi amiamo gli animali, ma decisioni difficili come questa accadono continuamente in una fattoria".

## Vita privata
Ha sposato Bryon Noem nel 1992, a Watertown: la coppia ha tre figli, e vive in un ranch vicino a Castlewood, in Dakota del Sud. È di fede protestante. Dal 2018 la sua famiglia frequenta la Foursquare Church a Watertown.

## Opere
- Not My First Rodeo: Lessons from the Heartland, Twelve, p.288, 2022 ISBN 978-1538707050
- No Going Back: The Truth on What's Wrong with Politics and How We Move America Forward, Centre Street, p. 272, 2024 ISBN 978-1546008163